# Xã Vienna, Quận Pottawatomie, Kansas
Xã Vienna (tiếng Anh: Vienna Township) là một xã thuộc quận Pottawatomie, tiểu bang Kansas, Hoa Kỳ. Năm 2010, dân số của xã này là 86 người.